# 18-й отдельный батальон морской пехоты
18-й отдельный батальон морской пехоты (укр. 18-й окремий батальйон морської піхоти), сокращённо 18 ОБМП, в/ч А4210, пп В2317, ранее известный как 18-й батальон территориальной обороны «Одесса» (укр. 18-й батальйон територіальної оборони «Одеса») — отдельный батальон, созданный в Одесской области и в дальнейшем вошедший в состав 28-й отдельной механизированной бригады Сухопутных войск Украины. Входит в состав 35-й отдельной бригады морской пехоты с 2018 года.

## Предшествующие события
19 марта 2014 года Совет национальной безопасности и обороны Украины принял решение о создании оперативных штабов при областных государственных администрациях пограничных областей Украины. 30 марта 2014 года и. о. президента Украины А. В. Турчинов поручил руководителям областных администраций начать создание батальонов территориальной обороны в каждой области Украины.
30 апреля 2014 года было принято официальное решение возложить функции создания батальонов территориальной обороны в каждой области Украины на областные военные комиссариаты.

## Формирование батальона
14 апреля 2014 общественная организация «Евромайдан-Одесса» объявила о создании в Одессе «штаба обороны Одесской области» и батальона территориальной самообороны.
Формирование батальона началось 5 мая 2014 года, местом постоянной дислокации и прохождения боевой подготовки стала территория одной из воинских частей в Одесской области.
14 мая 2014 один из командиров батальона Руслан Форостяк сообщил в интервью, что не все из военнослужащих батальона имеют опыт военной службы, но весь батальон состоит из жителей города Одессы и Одесской области.
В дальнейшем, батальон был доукомплектован мобилизованными во время второй очереди частичной мобилизации (проходившей в период с 7 мая по 20 июня 2014 года).
31 мая 2014 формирование батальона было завершено.
10 июня 2014 мастер спорта Украины по рукопашному бою Александр Балан и преподаватели кафедры физической подготовки и спорта Одесской военной академии провели дополнительную тренировку военнослужащих батальона по рукопашному бою.
30 сентября 2014 в ряды батальона вступили 20 женщин — они стали первыми женщинами-военнослужащими в составе батальона.
Обеспечение потребностей батальона проходило при содействии со стороны областной администрации Одесской области. Кроме того, батальон получал материальную помощь из внебюджетных источников:
- так, 5 мая 2014 голова Одесской обладминистрации В. Л. Немировский сообщил, что военнослужащим батальона помимо денежного довольствия от министерства обороны (для рядовых солдат — в размере 8 тыс. гривен) предусмотрены дополнительные денежные выплаты из благотворительного фонда «Патріот»[13][14]
- 2 сентября 2014 губернатор Одесской области И. П. Палица закупил для батальона 420 бронежилетов[15] «Патриот» (общей стоимостью свыше 2 млн гривен)[16] и сообщил, что дополнительные денежные выплаты для военнослужащих батальона с сентября 2014 будут увеличены до 5 тыс. гривен[17]
- в декабре 2014 года батальону подарили три обогревателя, партию тёплого обмундирования и телевизор[18]
- 20 января 2015 батальону передали ещё одну партию помощи (генераторы и бензопилы), закупленные на средства, собранные в ходе телемарафона «город-герой — героям», который организовал депутат Верховной Рады Алексей Гончаренко[2]

В конце октября 2014 батальон вошёл в состав 28-й отдельной механизированной бригады.
В ноябре 2014 года 18-й батальон территориальной обороны Одесской области был преобразован в 18-й отдельный мотопехотный батальон 28-й отдельной механизированной бригады.
В соответствии с указом президента Украины П. А. Порошенко № 44 от 11 февраля 2016 года оказание шефской помощи батальону было поручено Одесской областной государственной администрации.

## Деятельность
После завершения подготовки, батальон был направлен для несения службы у границы с Приднестровской Молдавской Республикой. 24 августа 2014 постоянный палаточный лагерь батальона был обустроен в районе села Петро-Евдокиевка Раздельнянского района Одесской области.
В дальнейшем, батальон был направлен в зону боевых действий на юго-востоке Украины.
В середине сентября 2014 года батальон прибыл в район Мариуполя.
18 октября 2014 в бою в районе села Орловское Тельмановского района Донецкой области батальон потерял четырёх военнослужащих убитыми.
4 ноября 2014 в районе Павлопольского водохранилища подразделение батальона попало в засаду, погиб один военнослужащий.
21 ноября 2014 года родственники военнослужащих батальона блокировали военкомат и потребовали вернуть военнослужащих батальона из зоны боевых действий в Одесскую область, а также обеспечить их зимней одеждой и продуктами питания.
В декабре 2014 батальон продолжал несение службы на линии фронта.
По состоянию на 20 января 2015 года, батальон находился в полевых укреплениях и на 12-м блокпосту в районе Мариуполя. 20 января 2015 3 рота потеряла бойца - водителя. Погиб от пули в районе села Черненко.
В конце марта 2015 года батальон находился на позициях в районе Мариуполя, на первой линии.
В дальнейшем, в ходе ротации батальон был выведен из зоны боевых действий на место постоянной дислокации в Одесскую область: 19 мая 2015 в Одессу прибыла первая группа военнослужащих батальона, 30 июня 2015 - последние военнослужащие. К этому времени потери батальона составили 5 военнослужащих погибшими.
По состоянию на начало октября 2015 года, батальон находился на фронте в секторе «Б»

### Потери
Из открытых источников известно о некоторых потерях 18 ОБМП в российско-украинской войне: 
| №   | Имя                            | Звание                           | Место смерти                    | Дата смерти         |
| --- | ------------------------------ | -------------------------------- | ------------------------------- | ------------------- |
| 1.  | Кравец Евгений Владимирович    | солдат                           | Орловское, Донецкая область     | 18.10.2014          |
| 2.  | Бойченко Геннадий Васильевич   | сержант                          | Орловское, Донецкая область     | 18.10.2014          |
| 3.  | Мокан Николай Валерьевич       | старший солдат                   | Орловское, Донецкая область     | 18.10.2014          |
| 4.  | Орлик Александр Иванович       | сержант                          | Орловское, Донецкая область     | 18.10.2014          |
| 5.  | Святковский Михаил Викторович  | солдат                           | Павлополь, Донецкая область     | 04.11.2014          |
| 6.  | Агапий Иван Иванович           | солдат                           | Гнутово, Донецкая область       | 20.03.2015          |
| 7.  | Наумов Игорь Васильевич        | солдат                           |                                 | 10.07.2015          |
| 8.  | Гетманчук Иван Викторович      | старший лейтенант                | Беловодск, Луганская область    | 21.12.2015          |
| 9.  | Дусь Иван Петрович             | солдат                           | Малиновое, Луганская область    | 18.05.2016          |
| 10. | Кривиденко Максим Игоревич     | старший солдат                   | Красногоровка, Донецкая область | 09.09.2017          |
| 11. | Лисаковский Владимир Юрьевич   | старший матрос                   | Гранитное, Донецкая область     | 12.04.2019 (27 лет) |
| 12. | Дердуга Сергей Николаевич      | подполковник, командир батальона | Николаевская область            | 03.06.2022 (38 лет) |
| 13. | Пастеркевич Богдан Емельянович | старший сержант                  | Давыдов Брод                    | 04.10.2022          |

## Морская пехота
В 2018 году 18-й отдельный мотопехотный батальон был преобразован в 18-й отдельный батальон морской пехоты и вошёл в состав сформированной 35-й отдельной бригады морской пехоты.

## Техника, вооружение и снаряжение
Личный состав батальона вооружён стрелковым оружием: пистолетами, автоматами АК-74, также есть ручные пулемёты РПК-74, противотанковые гранатомёты РПГ-7 и подствольные гранатомёты ГП-25.
В распоряжении батальона имеется автомобильная техника (грузовики «Урал-375», ЗИЛ-131 и ГАЗ-66).